# Polypedates insularis
Polypedates insularis es una especie de anfibios de la familia Rhacophoridae.
Es endémica de la isla Gran Nicobar (India).
Esta especie se encuentra en peligro de extinción por la pérdida de su hábitat natural.